# San Miguel las Cuevas
San Miguel las Cuevas är en ort i Mexiko.   Den ligger i kommunen Queréndaro och delstaten Michoacán de Ocampo, i den södra delen av landet, 180 km väster om huvudstaden Mexico City. San Miguel las Cuevas ligger 2 291 meter över havet och antalet invånare är 153.
Terrängen runt San Miguel las Cuevas är lite bergig. Runt San Miguel las Cuevas är det ganska tätbefolkat, med 90 invånare per kvadratkilometer. Närmaste större samhälle är Zinapécuaro, 13,7 km norr om San Miguel las Cuevas. I omgivningarna runt San Miguel las Cuevas växer i huvudsak blandskog.